# Puget Sound Naval Shipyard

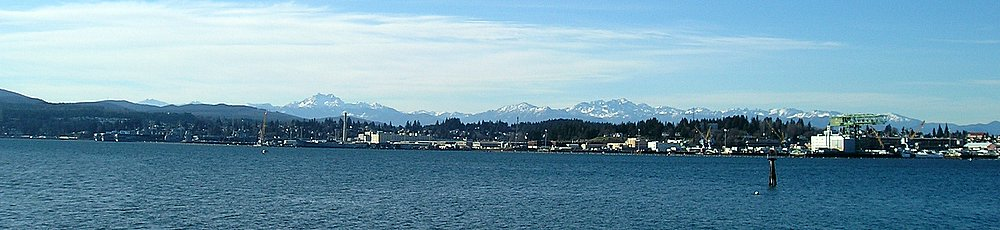
Zicht over Puget Sound Navy Shipyard

Puget Sound Naval Shipyard werd opgericht in 1891 als een marinescheepswerf voor de United States Navy in Bremerton in de staat Washington, Verenigde Staten. De scheepswerf is 0,7 km2 groot en is de grootste kustinrichting van de marine in het noordwesten van de Grote of Stille Oceaan. Hij is vernoemd naar de Puget Sound, een zeearm van de Stille Oceaan, waar ook Seattle aan ligt. Sinds 1992 is de werf een nationaal historisch monument. De marinewerf is niet toegankelijk voor burgers die er niet werkzaam zijn.

## Geschiedenis

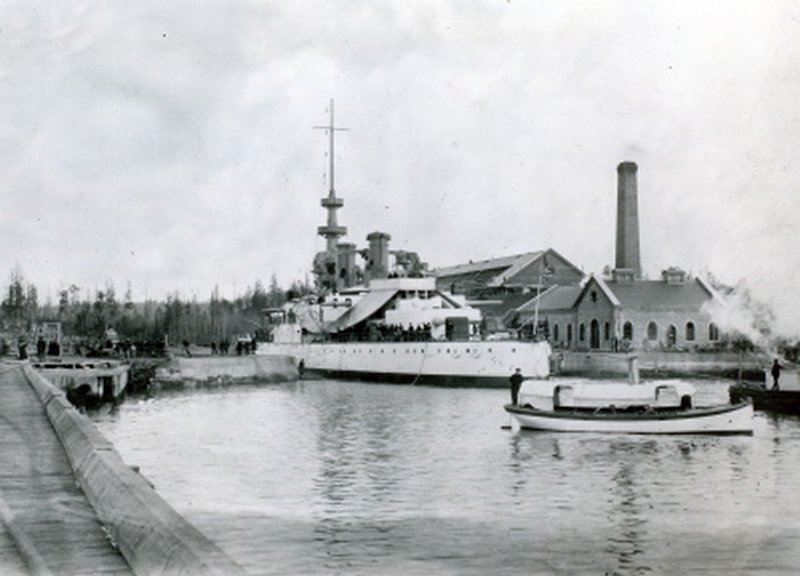
USS Oregon vaart de droogdok binnen op de werf

In 1867 werd de Amerikaanse westkust onderzocht door de Amerikaanse marine. De marine was op zoek naar goede locaties voor haar activiteiten. Een van de aanbevelingen van dit onderzoek was de aanleg van een marinehaven met herstelmogelijkheden in de Puget Sound, bij Point Turner, Bremerton. In 1891 kocht de marine 77 hectare (190 acres) land voor $ 9.513 van William Bremer, een grootgrondbezitter uit Seattle.
Later datzelfde jaar werd begonnen met de aanleg van een droogdok. Het dok werd gemaakt van hout, maar bij latere vernieuwingen is dit vervangen door beton. De afmetingen van het dok waren 198 meter (650 voet) lang, 12 meter (39 voet) diep en 40 meter (130 voet) breed op het maaiveld en 20 meter (67 voet) bij de bodem. De totale kosten van de aanleg bedroegen $ 750.000. Op 11 april 1897 legde het eerste slagschip, USS Oregon, aan bij Puget Sound Naval Station.

### Eerste Wereldoorlog
Voor het uitbreken van de Eerste Wereldoorlog werd begonnen met de bouw van een tweede dok. Graniet en beton waren de belangrijkste bouwmaterialen. In 1913 kwam het dok gereed en was destijds het grootste dok van de Amerikaanse marine. Het was 353 meter (827 voet) lang en 44 meter (145 voet) breed op maaiveld niveau. In 1917 werd besloten dat op deze locatie ook nieuwe schepen gebouwd gaan worden. Een derde dok werd hiervoor speciaal aangelegd, maar de bouw werd pas in 1919 afgerond. Dit hield de nieuwbouw niet tegen. Aan het einde van het conflict waren er 42 nieuwe schepen, waarvan 25 onderzeeërs, zes kleinere onderzeeboten, twee mijnenvegers, zeven zeegaande sleepboten, en twee munitieschepen, evenals 1.700 kleine boten van de hellingen gelopen in Bremerton. Na de oorlog arriveerden veel schepen voor groot onderhoud en er werkten zo’n 6.500 mensen op de werf.
Tussen beide wereldoorlogen in werden nog steeds nieuwe schepen gebouwd, maar het tempo lag fors lager. De lichte kruiser USS Louisville (CA-28) werd in 1930 te water gelaten, gevolgd door de kruiser USS Astoria (CA-34) in 1933. In 1933 werd droogdok 2 vergroot om nieuwe en grotere vliegdekschepen als de USS Lexington (CV-2) en USS Saratoga (CV-3) aan te kunnen. Deze vliegdekschepen waren 271 meter (888 voet) lang.

### Tweede Wereldoorlog
In de aanloop naar de Tweede Wereldoorlog werd de werf belangrijk uitgebreid. Twee nieuwe 305 meter (1000 voet) lange droogdokken, nummer 4 en 5, werden aangelegd en pieren werden verlengd zodat aan meer schepen tegelijk gewerkt kon worden. Verder werden twee hellingen aangelegd voor de bouw van – kleinere – escorteschepen. Na de aanval op Pearl Harbor in december 1941 werden veel beschadigde schepen naar Puget Sound gesleept en op de werf hersteld zoals de USS Tennessee (BB-43), USS Maryland (BB-46), USS Nevada (BB-36), USS California (BB-44) en USS West-Virginia (BB-48). De USS West-Virginia was gezonken na geraakt te zijn door diverse torpedo’s en het herstel duurde het langst, pas in juli 1944 kwam ze weer in de vaart. Aan het einde van de oorlog had de werf 344 oorlogsschepen gerepareerd, gemoderniseerd of van groot onderhoud voorzien. Verder werden nieuwe schepen gebouwd waaronder vijf vliegdekschepen. Aan het einde van de oorlog bood de werf aan meer dan 30.000 mensen werk.
Op 1 december 1945 werd de naam gewijzigd in Puget Sound Naval Shipyard. De werf moderniseerde veel vliegdekschepen. Ze kregen een tweede bakboord- en schuingerichte opstijgdek met katapulten voor straalvliegtuigen. Hiermee stapten ze af van de traditionele alleen rechte startdekken, zoals de vliegdekschepen van vóór en tijdens de Tweede Wereldoorlog hadden. Veel schepen waren ook na de oorlog opgelegd en de werf speelde hierbij ook een belangrijke rol. Tijdens de Koreaanse oorlog kwamen veel van deze opgelegde schepen weer in de vaart.

## Actuele situatie

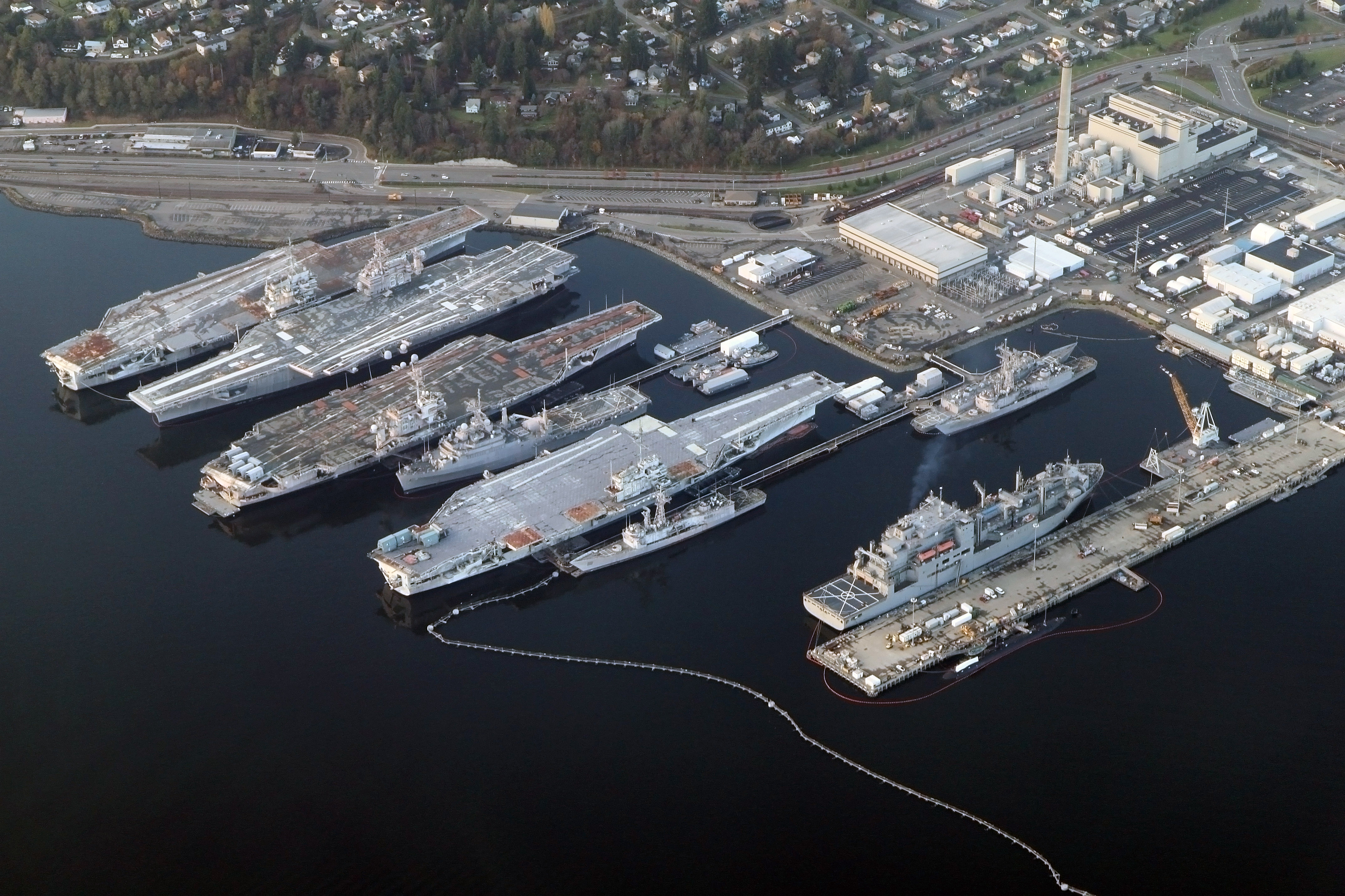
Opgelegde vliegdekschepen bij de werf

Sinds 1961 is de werf ook betrokken bij het onderhoud van nucleair aangedreven oorlogsschepen en met name onderzeeboten. In april 1962 werd de zesde en laatste droogdok officieel in gebruik genomen. Met een lengte van 350 meter (1.180 voet) groot genoeg om de nieuwe Forrestalklasse vliegdekschepen aan te kunnen.
In 1963 liep bij de werf de USS Sacramento (AOE-1) van de helling. Tot dat jaar het grootste marineschip dat ooit aan de westkust was gebouwd. Van 1987 tot 1997 was de werf de thuishaven voor het nucleaire vliegdekschip USS Nimitz (CVN-68) en de USS Carl Vinson (CVN-70) daarna. In 2003 telde de werf zo’n 8.000 medewerkers. Het zwaartepunt van de werkzaamheden is het onderhoud aan nucleair aangedreven onderzeeboten.

## Trivia
In augustus 1992, kwam de Puget Sound Naval Shipyard in het National Register of Historic Places (92001883).